# Chemancheri
Chemancheri es una ciudad censal situada en el distrito de Kozhikode en el estado de Kerala (India). Su población es de 34819 habitantes (2011).

## Demografía
Según el censo de 2011 la población de Chemancheri era de 34819 habitantes, de los cuales 16112 eran hombres y 18707 eran mujeres. Chemancheri tiene una tasa media de alfabetización del 94,85%, superior a la media estatal del 94%: la alfabetización masculina es del 97,77%, y la alfabetización femenina del 92,37%.